# Ballad Collection (X Japan-album)
A Ballad Collection az X Japan japán heavymetal-együttes válogatásalbuma, mely 1997. december 19-én jelent meg a Polydor kiadásában. A lemez 3. helyezett volt az Oricon slágerlistáján és 26 hétig szerepelt rajta. 1998-ban 566 160 eladott példánnyal az év 47. legsikeresebb lemeze volt. Ugyanebben az évben platinalemez lett. Az albumon az együttes Yoshiki által írt balladái szerepelnek.

## Számlista
1. Forever Love
2. Longing: Togireta melody
3. Endless Rain
4. Crucify My Love
5. Alive
6. Say Anything
7. Unfinished
8. Tears
9. Forever Love (Last Mix)
10. The Last Song